# Zvart'noc'-AAL Fowtbolayin Akowmb
Lo Zvart'noc'-AAL Fowtbolayin Akowmb (armeno: Զվարթնոց-ԱԱԼ Ֆուտբոլային Ակումբ), noto anche come Zvartnots-AAL era una società di calcio armena con sede nella capitale Erevan.

## Storia
La squadra venne fondata nel febbraio 1997; la prima stagione viene disputata nella Armenian First League, la seconda divisione, ed alla fine arriva un ottavo posto.
L'anno successivo la squadra centra la prima posizione e di conseguenza la promozione nella massima serie. Immediatamente lo Zvartnots diviene una contendente al titolo; già al primo anno arriva un quarto posto, nel 2001 il secondo, alle spalle del Pyunik Erevan.
Alla vigilia della stagione 2003 però, la società si ritira e scioglie la squadra. Rimane comunque la soddisfazione di aver potuto partecipare ad una edizione delle coppe europee, la Coppa UEFA 2002-2003.

## Coppe Europee
| Stagione | Torneo     | Turno         | Nazione             | Avversario             | Andata | Ritorno | Totale |
| -------- | ---------- | ------------- | ------------------- | ---------------------- | ------ | ------- | ------ |
| 2002-03  | Coppa UEFA | Turno qualif. | Slovenia (bandiera) | NK Primorje Ajdovščina | 1-6    | 2-0     | 3-6    |

In grassetto le gare casalinghe.

## Palmarès

### Competizioni nazionali
- Araǰin Xowmb: 1

1998

### Altri piazzamenti
- Campionato armeno:

Secondo posto: 2001
- Coppa d'Armenia:

Finalista: 2000, 2002